# Gussago
Gussago is een gemeente in de Italiaanse provincie Brescia (regio Lombardije) en telt 15.494 inwoners (31-12-2004). De oppervlakte bedraagt 25,0 km², de bevolkingsdichtheid is 575 inwoners per km².
De volgende frazioni maken deel uit van de gemeente: Sale, Navezze, Ronco, Casaglio.

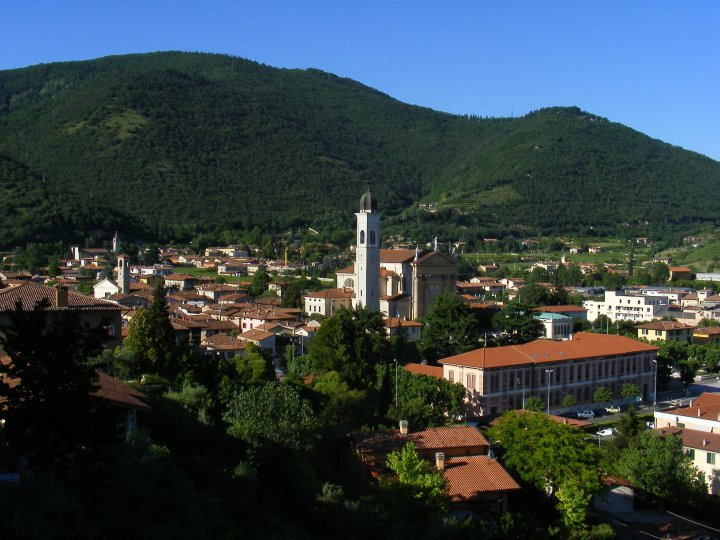
Gussago
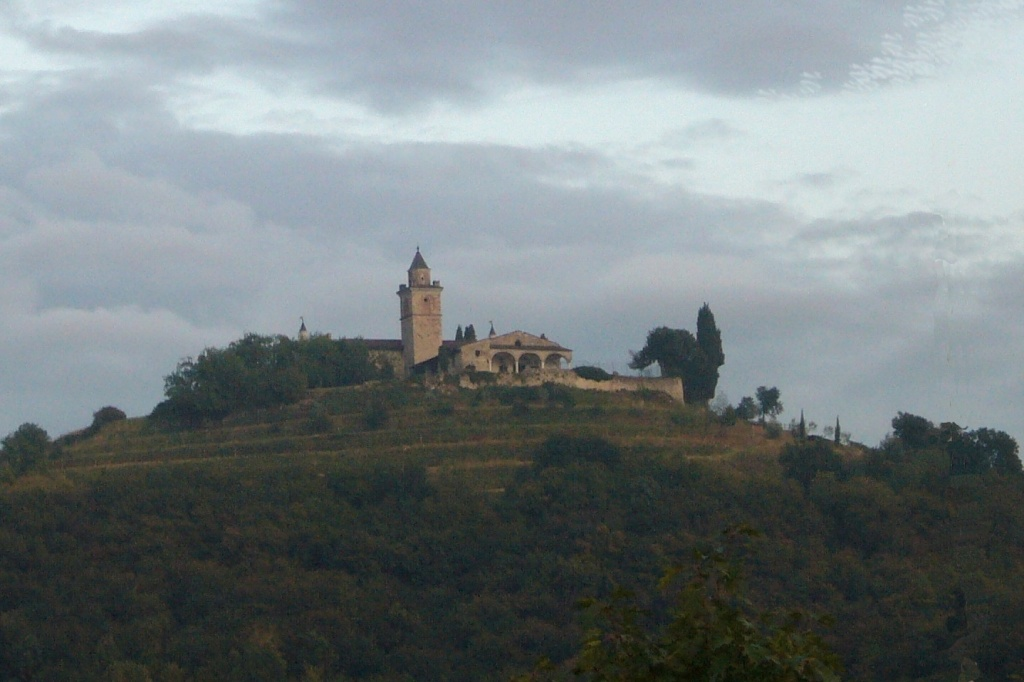
Santissima (gezien vanuit Ronco)

## Demografie
Gussago telt ongeveer 6050 huishoudens. Het aantal inwoners steeg in de periode 1991-2001 met 9,3% volgens cijfers uit de tienjaarlijkse volkstellingen van ISTAT.
| Jaar | Inwoneraantal |
| ---- | ------------- |
| 1991 | 13.265        |
| 2001 | 14.502        |

## Geografie
Gussago grenst aan de volgende gemeenten: Brescia, Brione, Castegnato, Cellatica, Concesio, Ome, Rodengo-Saiano, Roncadelle, Villa Carcina.

## Geboren
- Guido Bontempi (12 januari 1960), wielrenner